# وشنیتسه
وشنیتسه (به چکی: Všenice) یک منطقهٔ مسکونی در جمهوری چک است که در شهرستان روکیتسانی واقع شده‌است.
 وشنیتسه ۲٫۶۷ کیلومتر مربع مساحت و ۲۳۹ نفر جمعیت دارد و ۳۷۷ متر بالاتر از سطح دریا واقع شده‌است.